# Theobald II. (Bar)
Theobald II. von Bar (* 1221; † 1291) war von 1240 bis zu seinem Tod Graf von Bar.

## Leben

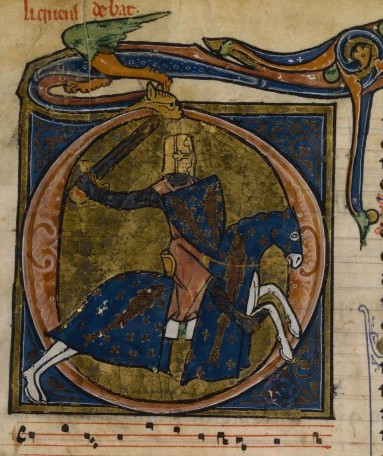
Graf Theobald II. von Bar in einer Darstellung aus dem 13. Jahrhundert.

Er war der Sohn des Grafen Heinrich II. von Bar und dessen Frau Philippa von Dreux. Sein Vater fiel 1239 im Heiligen Land, wovon Theobald erst 1240 erfuhr. Da er noch minderjährig war, übernahm seine Mutter bis 1242 für ihn die Regentschaft. 
1253 nahm Theobald an der Schlacht bei Westkapelle teil, dem militärischen Höhepunkts des flämischen Erbfolgekriegs.
Theobald war mit seinem Schwager, Graf Heinrich V. von Luxemburg, verfeindet. 1266 griff er ihn an und eroberte Ligny. Anschließend siegte er am 14. September 1266 in einer Schlacht bei Prény und nahm Heinrich gefangen. Um den Konflikt zu beenden, wurde 1268 der französische König Ludwig IX. um ein Schiedsspruch ersucht. Theobald musste Ligny an den Grafen von Luxemburg zurückgeben, der ihm aber im Gegenzug für dieses Lehen huldigen musste.

### Nachfahren
1243 heiratete er Jeanne de Dampierre, Tochter Guillaumes II. de Dampierre (* 1196; † 1231), Herr von Dampierre und Vizegraf von Troyes, und Margarete von Konstantinopel. Nachdem diese kinderlos verstorben war, heiratete er in zweiter Ehe Jeanne de Toucy, Tochter Jeans de Toucy und Jeannes de Laval. Mit ihr hatte er folgende Kinder:
- Heinrich III. (* 1259; † 1302), Graf von Bar ⚭ 1293 Eleonore von England
- Johann († 1317), Herr von Puisaye
- Theobald († 1313), Fürstbischof von Lüttich
- Rainald († 1316), Bischof von Metz
- Erhard († vor 1336), Herr von Pierrepont ⚭ Isabella von Lothringen († 1353)
- Pierre, († nach 1349) Herr von Pierrefort
- Philippa († 1290) ⚭ 1263 Otto IV., Pfalzgraf von Burgund
- Adelheid († 1307) ⚭ um 1278 Matthias von Lothringen († 1282), Herr von Beauregard
- Maria († 1333) ⚭ Gilbert von Aspremont († 1302)
- Isabella, 1295 belegt
- Jolanda, jung verstorben
- Margherete, Äbtissin von Saint-Mauré